# Alex Morrice
Alex Morrice, née le 25 avril 2000 à Guildford, est une coureuse cycliste britannique. Révélée grâce au cyclisme esport, elle est depuis spécialisée dans le cyclisme sur route.

## Biographie
Alex Morrice commence assez tardivement sa carrière dans le cyclisme élite. En 2022, elle remporte la Zwift Academy, une compétition de cyclisme esport organisé par la société d'entrainement physique en ligne Zwift. Ce titre attire l'œil des observateurs du cyclisme sur route, et elle signe, pour la saison 2023, un contrat avec la formation World Team Canyon//SRAM Racing.

### Vie privée
Sa sœur jumelle, Natasha Morrice, pratique l'aviron a haut niveau. Elle a notamment remporté la médaille d'argent en W8+, avec l'équipe de Grande-Bretagne, lors des championnats d'Europe 2023.

## Palmarès sur route

### Par année
- 2022
  - 2e du Lancaster Grand Prix
- 2023
  - Guildford Grand Prix
- 2024
  - 2e du Guildford Grand Prix

### Classements mondiaux
| Année                                 | 2023 |
| ------------------------------------- | ---- |
| Classement UCI                        | 714e |
| UCI World Tour                        | 301e |
|                                       |      |
| Légende : nc = non classéSource : UCI |      |

## Palmarès en esport
- 2022
  - Zwift Academy